# 陶然 (通信专家)
陶然，北京理工大学信息与电子学院教授，主要从事分数域信号与信息处理理论等方面的研究工作。入选中华人民共和国教育部2009年度"长江学者"特聘教授、百千万人才工程国家级人选。